# Yb (wieś)
Yb (ros. Ыб) – wieś (ros. село, trb. sieło) w Rosji, w Republice Komi, w rejonie syktywińskim. Założona w 1586 roku. W miejscowości znajduje się kamienna cerkiew, wzniesiona w latach 1825-1830, oraz muzeum historyczno-etnograficzne. Yb był jednym z kandydatów w konkursie na "7 cudów Rosji" w 2007 roku. W 2017 roku oddano do użytku park etnograficzny, dokumentujący kulturę ludów ugrofińskich, głównie Komi-Zyrian. Park obejmuje także muzeum paleantologiczne i interaktywne Muzeum Archeologiczne. W miejscowości powstała również baza turystyczno-rekreacyjna.